# George O'Dell
George William O'Dell (1945-1981) was een Brits motorcoureur. Hij werd in het seizoen 1977 wereldkampioen in de wegrace-zijspanklasse. Hij was de eerste Britse kampioen in die klasse sinds Eric Oliver in het seizoen 1953. Hij werd wereldkampioen zonder een enkele race te winnen.

## Carrière
George O'Dell begon in 1967, 22 jaar oud, al met zijspanracen. Zijn vriend Alan Gosling fungeerde als bakkenist en ze reden met een 650cc-Triumph Bonneville. In de eerste jaren reden ze in clubmanraces op circuits als Brands Hatch, Crystal Palace en Thruxton. Na drie jaar werd Gosling na een ongeval vervangen door Peter Stockdale. O'Dell racete vanaf 1972 met BSA-motoren, maar hij experimenteerde ook met een 700cc-Weslake. Zijn drijfveer hiervoor was dat hij zich verzette tegen de opkomende tweetaktmotoren, waar hij een afkeer van had. De tweecilinder Weslake trilde echter zo hard, dat niet alleen het blok zelf, maar vaak ook het frame stuk ging. In arren moede monteerde hij in 1974 een König-tweetaktmotor in zijn zijspancombinatie. Deze motor verraste hem positief en hij begon steeds betere resultaten te boeken.

## Wereldkampioenschap wegrace

### 1970
O'Dell en Stockdale debuteerden tijdens de TT van Man van 1970 met hun Triumph T100 met een 36e plaats in de Sidecar 500 cc TT. Met de Bonneville 650 vielen ze in de Sidecar 750 cc TT uit. Omdat de TT van Man deel uitmaakte van het wereldkampioenschap wegrace was dit ook hun debuut in het wereldkampioenschap.

### 1972
Tijdens de Sidecar 500 cc TT van 1972 werd hij met een BSA A50 en bakkenist Bill Boldison negende. Dat leverde twee WK-punten op. In het wereldkampioenschap werd hij daardoor als 26e geklasseerd.

### 1973
In het seizoen 1973 leverde de zevende plaats in de Sidecar 500 cc TT vier WK-punten op, waardoor hij als 24e werd geklasseerd. Intussen kwam langzamerhand een einde aan de hegmonie van de BMW RS54 in de zijspanklasse. De Nieuw-Zeelander Kim Newcombe had intussen in de buitenboordmotorenfabriek van König in Berlijn een 500cc-tweetakt-boxermotor ontwikkeld waarmee hij zelf tweede werd in de 500cc-klasse, maar Werner Schwärzel werd met deze motor ook tweede in de zijspanklasse.

### 1974
George O'Dell besloot voor het seizoen 1974 ook zo'n König-tweetakt aan te schaffen. Hij werd in de Sidecar TT tweede. Met twaalf punten eindigde hij als 12e in het wereldkampioenschap.

### 1975
In het seizoen 1975 nam O'Dell - nu met jeugdvriend Alan Gosling weer in het zijspan - deel aan enkele races op het Europese vasteland. In de GP van Oostenrijk werden ze zesde en in de TT van Assen vierde, waardoor ze als 12e in het WK eindigden.

### 1976
In het seizoen 1976 kocht O'Dell een Windle-chassis en een Yamaha TZ 500-viercilindertweetakt. De combinatie bleek snel: zowel in de GP van Oostenrijk als in de TT van Man trainden ze poleposition, maar in de races vielen ze uit. Op Man raakte Gosling gewond. Hij werd naar het ziekenhuis gebracht. Toch staat hij nog als bakkenist te boek tijdens de Belgische GP, waar ze zesde werden. Daarna werd hij vervangen door Kenny Arthur, die al ervaring had opgedaan als bakkenist van Bill Crook en Bill Currie. Met Arthur werd O'Dell vijfde in de GP van Tsjecho-Slowakije en derde in de Duitse Grand Prix. Ze sloten het seizoen als achtste af.

### 1977 (wereldtitel)
O'Dell begon het seizoen 1977 met zijn eigen Windle-Yamaha en met bakkenist Kenny Arthur. Ze begonnen het seizoen sterk, met een tweede plaats in de GP van Oostenrijk en een derde plaats in de GP van Duitsland. O'Dell nam ook de (op papier snellere) Seymaz-combinatie van Rolf Biland over. Daarmee werden O'Dell en Arthur tweede in de GP van Frankrijk. Daardoor kwamen ze aan de leiding van het wereldkampioenschap. Tijdens de TT van Assen reed O'Dell met zijn Seymaz, maar ook met een nieuwe bakkenist, Cliff Holland (eerder passagier van Dick Greasley). Ze vielen echter uit doordat een framebuis verboog. In de GP van België werden ze derde. Daardoor stonden ze weer tweede in de WK-stand, 1 punt achter Rolf Biland/Kenneth Williams. In de trainingen van de GP van Tsjecho-Slowakije reed O'Dell de Seymaz in de soep, maar gelukkig had hij ook zijn Windle-chassis meegebracht. In de race werd hij derde doordat Biland problemen kreeg. Daardoor kwam hij weer aan de leiding van het WK, nu 1 punt voor Biland. De beslissing van het wereldkampioenschap in de zijspanklasse moest in de Britse Grand Prix vallen. Voor George O'Dell gold dat hij slechts vóór Rolf Biland hoefde te finishen om wereldkampioen te worden. Op de natte baan nam hij dan ook niet te veel risico's en hij liet de overwinning aan Werner Schwärzel, die al vanaf de start de koppositie had. Rolf Steinhausen werd tweede en O'Dell derde. Rolf Biland moest noodgedwongen op opgesneden slicks starten. Na de montage van die banden had hij de sterkst mogelijke borgvloeistof voor de wielmoeren gebruikt en toen de lucht begon te betrekken kreeg hij zijn wielen met geen mogelijkheid meer los. Hij werd slechts achtste. De wereldtitel was dus voor George O'Dell/Kenny Arthur/Cliff Holland. Biland/Williams eindigden als tweede en Schwärzel/Huber als derde.

#### Record op Man
Tijdens de Sidecar TT van 1977 vestigden O'Dell en Arthur een record: de eerste zijspancombinatie die een racegemiddelde van meer dan 100 mijl per uur haalde (100,03 mph).

### 1978
O'Dell begon het 1978 met een Schmid-Yamaha, met de Seymaz als reserve, maar moest net als iedereen constateren dat Rolf Biland met zijn revolutionaire BEO Imagine 77A niet te verslaan was. De BEO was vanaf het begin omstreden. De machine had weliswaar drie wielen, maar daarvan waren er twee aangedreven en de bakkenist zat gewoon achterover in een kartstoeltje. Zelfs Biland's eigen bakkenist Kenny Williams schaamde zich daarvoor, maar de machine paste binnen de reglementen en zelfs protesten van collega-zijspancoureurs konden daar niets aan veranderen. O'Dell, die als wereldkampioen nu een grote sponsor had gevonden in het Duitse Würth, besloot na drie GP's ook een BEO-combinatie te bestellen. Cliff Holland dreigde daarna met opstappen, want hij wilde niet in dezelfde situatie als Williams belanden. Het probleem loste zichzelf op: Holland raakte flink geblesseerd tijdens een race op Brands Hatch en O'Dell brak tijdens de trainingen voor de TT van Man hetzelfde been dat hij voor het seizoen op Laguna Seca ook al gebroken had. De wereldtitel was daardoor verloren en de BEO niet meer nodig. O'Dell en Holland werden slechts achtste in het wereldkampioenschap.

### 1979
De perikelen ontstaan door de BEO van Biland noopten de FIM tot maatregelen. Die resulteerden in het seizoen 1979 in twee aparte klassen: de B2A-klasse voor conventionele zijspancombinaties met slechts één sturend wiel en één aangedreven wiel en de B2B, waar nieuwe constructies waren toegestaan. Het reglement was voor meerdere interpretaties vatbaar. Daardoor was er steeds onenigheid met coureurs die hun B2B-combinaties probeerden aan te passen aan het B2A-reglement. O'Dell reed alleen in de B2A-klasse, maar alleen in de Duitse Grand Prix, waar hij vierde werd. In het WK werd hij tiende.

### 1980
Ook in het seizoen 1980 kwam O'Dell niet in alle WK-races aan de start. Hij reed er met zijn door Trevor Ireson gebouwd chassis slechts vijf, met als beste resultaat de derde plaats in de Britse Grand Prix. In het WK eindigde hij als achtste.

## Overlijden
Volgens Trevor Ireson had O'Dell voor het seizoen 1981 een nieuwe zijspancombinatie bij hem besteld, wat indiceert dat hij van plan was in dat jaar nog te racen. Hij kreeg echter een negatief medisch advies: door een beschadigde wervelkolom was racen niet verantwoord. George raakte in een depressie, temeer omdat zijn tweede vrouw hem had verlaten. In een vlaag van woede volgde hij haar gewapend met een hagelgeweer naar het huis van haar stiefvader. Daar gijzelde hij zijn vrouw, haar broer en de stiefvader. Er klonken schoten, waarbij ze alle drie gewond raakten. De politie belegerde het huis zes uur lang. George O'Dell stak het huis in brand en kwam daarbij om het leven.

## Wereldkampioenschap wegrace resultaten

### Puntentelling 1969-1987
|         | 1e | 2e | 3e | 4e | 5e | 6e | 7e | 8e | 9e | 10e |
| ------- | -- | -- | -- | -- | -- | -- | -- | -- | -- | --- |
| Punten: | 15 | 12 | 10 | 8  | 6  | 5  | 4  | 3  | 2  | 1   |

(Races in vet zijn polepositions; races in cursief geven de snelste ronde aan, punten (tussen haakjes) zijn inclusief streepresultaten)
| Jaar | Klasse      | Team  | Bakkenist        | Motorfiets        | 1       | 2       | 3       | 4        | 5        | 6       | 7       | 8       | 9       | 10      | 11      | 12      | 13    | Punten | Plaats | Winst |                                                                         | Wereldkampioen |
| ---- | ----------- | ----- | ---------------- | ----------------- | ------- | ------- | ------- | -------- | -------- | ------- | ------- | ------- | ------- | ------- | ------- | ------- | ----- | ------ | ------ | ----- | ----------------------------------------------------------------------- | -------------- |
| 1970 | Zijspan     | Privé | Peter Stockdale  | Triumph Tiger 100 | DUI DNS | FRA DNS |         | IOM 36   | NED DNS  | BEL DNS |         | TSL DNS | FIN DNS | ULS DNS |         |         |       | -      | 0      | 0     | Klaus Enders/ Wolfgang Kalauch/ Ralf Engelhardt, BMW                    |                |
| 1972 | Zijspan     | Privé | Bill Boldison    | BSA A50           | DUI DNS | FRA DNS | OOS DNS |          | IOM 9    |         | NED DNS | BEL DNS |         | TSL DNS |         | FIN DNS |       | 2      | 26e    | 0     | Klaus Enders/ Ralf Engelhardt, Busch-BMW                                |                |
| 1973 | Zijspan     | Privé | Bill Boldison    | BSA A50           | FRA DNS | OOS DNS | DUI DNS | NAT afg. | IOM 7    |         | NED DNS | BEL DNS | TSL DNS |         | FIN DNS |         |       | 4      | 24e    | 0     | Klaus Enders/ Ralf Engelhardt, Busch-BMW                                |                |
| 1974 | Zijspan     | Privé | Bill Boldison    | König             | FRA DNS | DUI DNS | OOS DNS | NAT DNS  | IOM 2    | NED DNS | BEL DNS |         |         | TSL DNS |         |         |       | 12     | 12e    | o     | Klaus Enders/ Ralf Engelhardt, Busch Spezial BMW                        |                |
| 1975 | Zijspan     | Privé | Alan Gosling     | Renwick-König     | FRA DNS |         | OOS 6   | DUI DNS  | NAT Afg. | IOM DNF | NED 4   | BEL DNS |         |         | TSL DNS |         |       | 13     | 12e    | 0     | Rolf Steinhausen/ Josef Huber, Busch-König                              |                |
| 1976 | Zijspan     | Privé | Alan Gosling     | Windle-Yamaha     | FRA DNS | OOS DNF |         |          | IOM DNF  | NED DNS | BEL 6   |         |         |         |         |         |       | 21     | 8e     | 0     | Rolf Steinhausen/ Josef Huber, Busch-König                              |                |
| 1976 | Zijspan     | Privé | Kenny Arthur     | Windle-Yamaha     |         |         |         |          |          |         |         |         |         | TSL 5   | DUI 3   |         |       | 21     | 8e     | 0     | Rolf Steinhausen/ Josef Huber, Busch-König                              |                |
| 1977 | Zijspan     | Privé | Kenny Arthur     | Windle-Yamaha     |         | OOS 2   | DUI 3   |          |          |         |         |         |         |         |         |         |       | 64     | 1e     | 0     | George O'Dell/ Kenny Arthur/ Cliff Holland, Windle-Yamaha/Seymaz-Yamaha |                |
| 1977 | Zijspan     | Privé | Kenny Arthur     | Seymaz-Yamaha     |         |         |         |          |          | FRA 3   |         |         |         |         |         |         |       | 64     | 1e     | 0     | George O'Dell/ Kenny Arthur/ Cliff Holland, Windle-Yamaha/Seymaz-Yamaha |                |
| 1977 | Zijspan     | Privé | Cliff Holland    | Seymaz-Yamaha     |         |         |         |          |          |         |         | NED DNF | BEL 3   |         |         |         |       | 64     | 1e     | 0     | George O'Dell/ Kenny Arthur/ Cliff Holland, Windle-Yamaha/Seymaz-Yamaha |                |
| 1977 | Zijspan     | Privé | Cliff Holland    | Windle-Yamaha     |         |         |         |          |          |         |         |         |         |         |         | TSL 3   | GBR 3 | 64     | 1e     | 0     | George O'Dell/ Kenny Arthur/ Cliff Holland, Windle-Yamaha/Seymaz-Yamaha |                |
| 1978 | Zijspan     | Würth | Cliff Holland    | Schmid-Yamaha     |         |         | OOS 4   | FRA 4    | NAT 10   | NED DNS | BEL DNS |         |         | GBR 5   | DUI DNF | TSL DNS |       | 23     | 8e     | 0     | Rolf Biland/ Kenneth Williams, TTM-Yamaha/BEO-Yamaha                    |                |
| 1979 | Zijspan B2A | Privé | Cliff Holland    | S/C-Yamaha        |         | OOS DNS | DUI 4   |          |          |         | NED DNS | BEL DNS | ZWE DNS |         | GBR DNS | TSL DNS |       | 8      | 10e    | 0     | Rolf Biland/ Kurt Waltisperg, Schmid-Yamaha                             |                |
| 1980 | Zijspan     | Privé | Kenneth Williams | Ireson-Yamaha     | NAT DNS |         | FRA DNS | JOE DNS  | NED 9    | BEL 9   | FIN DNS | GBR 3   | TSL 9   | DUI 6   |         |         |       | 21     | 8e     | 0     | Jock Taylor/ Benga Johansson, Windle-Yamaha                             |                |

## Trivia

### Creatief
De zijspancombinatie van George O'Dell viel tijdens de Sidecar TT bij Bungalow stil toen een olieleiding door de hete uitlaat was doorgebrand. Met een zakmes van een toeschouwer repareerde hij de leiding, maar hij had ook nog motorolie nodig. Met behulp van een plastic zak tapte hij olie van de motorfiets van een toeschouwer af en daardoor finishte hij de race.